# 메레타 러츠
메레타 러츠(Merete Suzanne Gertsch Lutz, 1994년 11월 7일 ~ )은 미국의 배구 선수이다. 2021년 기준으로는 KUROBE 아쿠아 페어리즈 소속 선수이며 이전에는 GS칼텍스 서울 KIXX 소속 선수었다. 미국 텍사스주 댈러스 출신으로 스탠퍼드 대학에 진학한다.

## 선수 시절

### V리그 시절
2019년 외국인선수 트라이아웃에서 전체 4순위로 GS칼텍스 서울 KIXX에 입단하였다.
2019-20 시즌 성적은 정규리그 27경기에 출전해 678득점(공격 589점, 블로킹 66점, 서브 23점)을 기록하며 득점 2위, 공격 종합 2위, 후위 공격 1위, 블로킹 5위, 서브 7위 자리에 올랐다.
2020-21 시즌 성적은 정규시즌 29경기에 출전해 854득점(공격 761점, 블로킹 66점, 서브 27점)을 기록하며 득점 3위, 공격 종합 3위, 후위 공격 3위, 블로킹 5위, 서브 6위에 올랐고 KOVO컵과 정규리그 그리고 챔피언결정전까지 트레블을 달성하는데 공헌하였고, 이소영과 공동 챔피언결정전 MVP에 올랐다.